# 歐洲大陸

廣義上的歐洲大陸 (綠色); 界線定義至今尚有爭議。

歐洲大陸（英语：Continental Europe），又稱歐洲本土或簡稱歐陸，也是歐洲的主體大陸，明確地排除島嶼。

## 定義
特別在英國英語中，歐洲大陸的定義上排除英国、曼島、海峡群岛、爱尔兰共和国、冰岛、丹麥（日德蘭半島除外，屬于歐洲大陸，但首都哥本哈根位于島上）、法罗群岛及地中海诸岛，這個說法對於這些國家中一些反對歐盟的人士中，完全符合定義，以此認定英國不屬于歐洲一部分，與歐洲大陸的文化不同。
然而，在歐洲其他的地區對於歐洲大陸的定義是不相同的。
另外一些關於歐洲大陸定義，延伸自地理上大陸上的邊界，乌拉尔山脉和高加索山脉這些國家被計算至擴大的範圍內。